# La Trinité-de-Réville
La Trinité-de-Réville est une commune française située dans le département de l'Eure, en région Normandie.

## Géographie
Le Village de Réville est situé sur la rive gauche de la Charentonne. La Trinité du Mesnil Josselin est situé sur la rive droite de la Charentonne.

### Localisation
| La Chapelle-Gauthier | La Chapelle-Gauthier, Broglie                 | Chamblac                                     |
| La Goulafrière       | La Trinité-de-Réville                         | Mesnil-en-Ouche (comm. dél. de La Roussière) |
|                      | Montreuil-l'Argillé, Saint-Agnan-de-Cernières |                                              |

### Hydrographie
La commune est située dans le bassin Seine-Normandie. Elle est drainée par la Charentonne, la Guiel et divers autres petits cours d'eau,.
La Charentonne, d'une longueur de 63 km, prend sa source dans la commune de Saint-Evroult-Notre-Dame-du-Bois et se jette  dans la Risle à Nassandres sur Risle, après avoir traversé 16 communes. Les caractéristiques hydrologiques de la Charentonne sont données par la station hydrologique située sur la commune de La Trinité-de-Réville. Le débit moyen mensuel est de 1,9 m3/s. Le débit moyen journalier maximum est de 24,5 m3/s, atteint lors de la crue du 13 juin 2018. Le débit instantané maximal est quant à lui de 67,7 m3/s, atteint le 12 juin 2018.

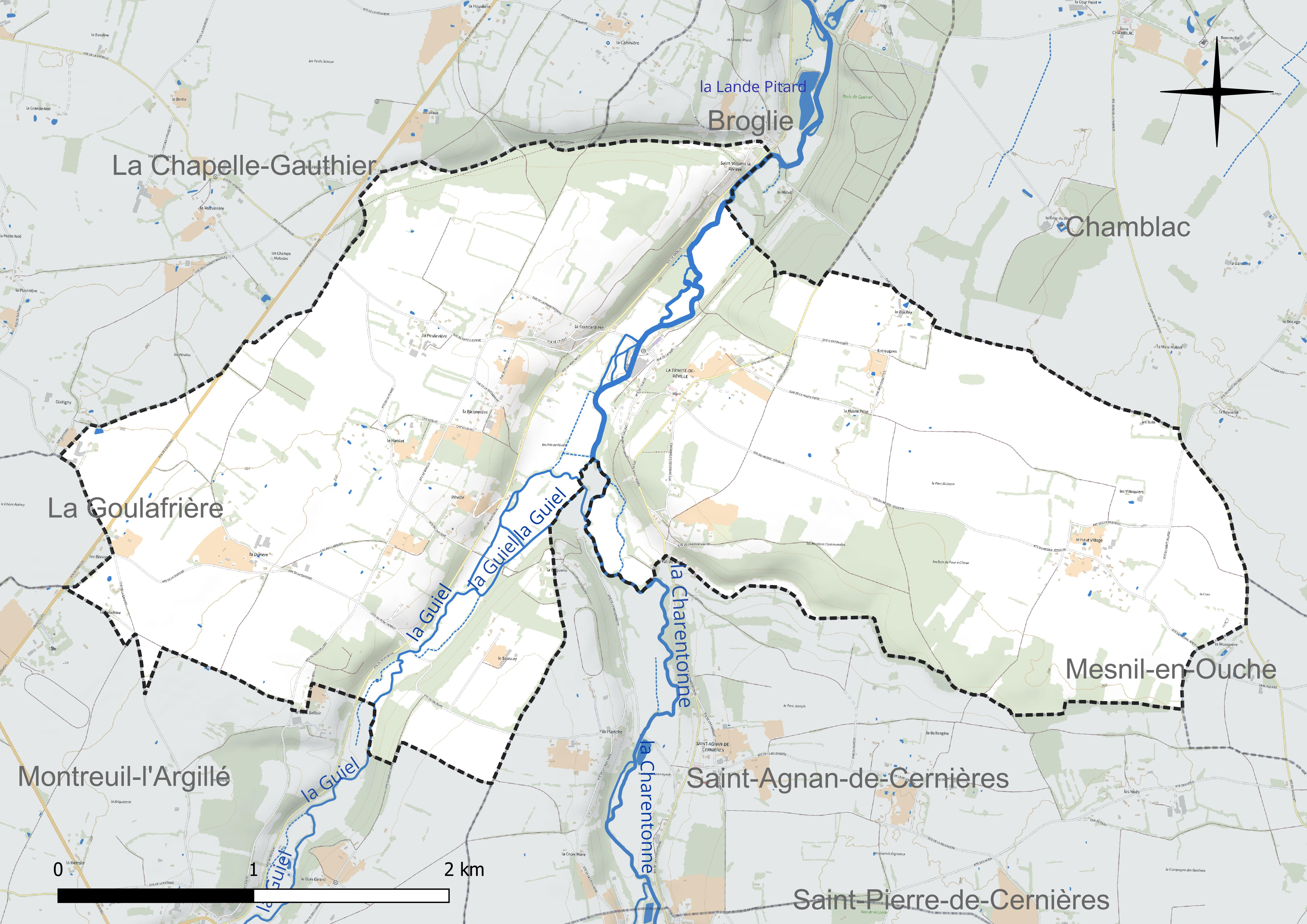
Réseau hydrographique de la Trinité-de-Réville.

La Guiel, d'une longueur de 24 km, prend sa source dans la commune de La Trinité-des-Laitiers et se jette  dans la Charentonne sur la commune, après avoir traversé huit communes. Les caractéristiques hydrologiques de la Guiel sont données par la station hydrologique située sur la commune de Montreuil-l'Argillé. Le débit moyen mensuel est de 0,671 m3/s. Le débit moyen journalier maximum est de 8,6 m3/s, atteint lors de la crue du 22 juin 2021. Le débit instantané maximal est quant à lui de 29,3 m3/s, atteint le même jour.

### Voies routières
La commune est traversée par les routes départementales RD 33 et RD 107.

### Climat
Pour des articles plus généraux, voir Climat de la Normandie et Climat de l'Eure.
En 2010, le climat de la commune est de type climat océanique dégradé des plaines du Centre et du Nord, selon une étude du CNRS s'appuyant sur une série de données couvrant la période 1971-2000. En 2020, Météo-France publie une typologie des climats de la France métropolitaine dans laquelle la commune est exposée à un climat océanique et est dans une zone de transition entre les régions climatiques « Côtes de la Manche orientale » et « Normandie (Cotentin, Orne) ». Parallèlement le GIEC normand, un groupe régional d’experts sur le climat, différencie quant à lui, dans une étude de 2020, trois grands types de climats pour la région Normandie, nuancés à une échelle plus fine par les facteurs géographiques locaux. La commune est, selon ce zonage, exposée à un « climat contrasté des collines », correspondant au Pays d’Auge, Lieuvin et Roumois, moins directement soumis aux flux océaniques et connaissant toutefois des précipitations assez marquées en raison des reliefs collinaires qui favorisent leur formation.
Pour la période 1971-2000, la température annuelle moyenne est de 10,1 °C, avec  une amplitude thermique annuelle de 14 °C. Le cumul annuel moyen de précipitations est de 823 mm, avec 12,6 jours de précipitations en janvier et 8,5 jours en juillet. Pour la période 1991-2020, la température moyenne annuelle observée sur la station météorologique la plus proche, située sur la commune de La Ferté-en-Ouche à 14 km à vol d'oiseau, est de 10,6 °C et le cumul annuel moyen de précipitations est de 797,5 mm,. Pour l'avenir, les paramètres climatiques de la commune estimés pour 2050 selon différents scénarios d’émission de gaz à effet de serre sont consultables sur un site dédié publié par Météo-France en novembre 2022.

## Urbanisme

### Typologie
Au 1er janvier 2024, La Trinité-de-Réville est catégorisée commune rurale à habitat très dispersé, selon la nouvelle grille communale de densité à 7 niveaux définie par l'Insee en 2022.
Elle est située hors unité urbaine. Par ailleurs la commune fait partie de l'aire d'attraction de Bernay, dont elle est une commune de la couronne,. Cette aire, qui regroupe 36 communes, est catégorisée dans les aires de moins de 50 000 habitants,.

### Occupation des sols
L'occupation des sols de la commune, telle qu'elle ressort de la base de données européenne d’occupation biophysique des sols Corine Land Cover (CLC), est marquée par l'importance des territoires agricoles (78,3 % en 2018), une proportion sensiblement équivalente à celle de 1990 (78,5 %). La répartition détaillée en 2018 est la suivante : 
terres arables (50,4 %), prairies (27,7 %), forêts (21,7 %), zones agricoles hétérogènes (0,2 %). L'évolution de l’occupation des sols de la commune et de ses infrastructures peut être observée sur les différentes représentations cartographiques du territoire : la carte de Cassini (XVIIIe siècle), la carte d'état-major (1820-1866) et les cartes ou photos aériennes de l'IGN pour la période actuelle (1950 à aujourd'hui).

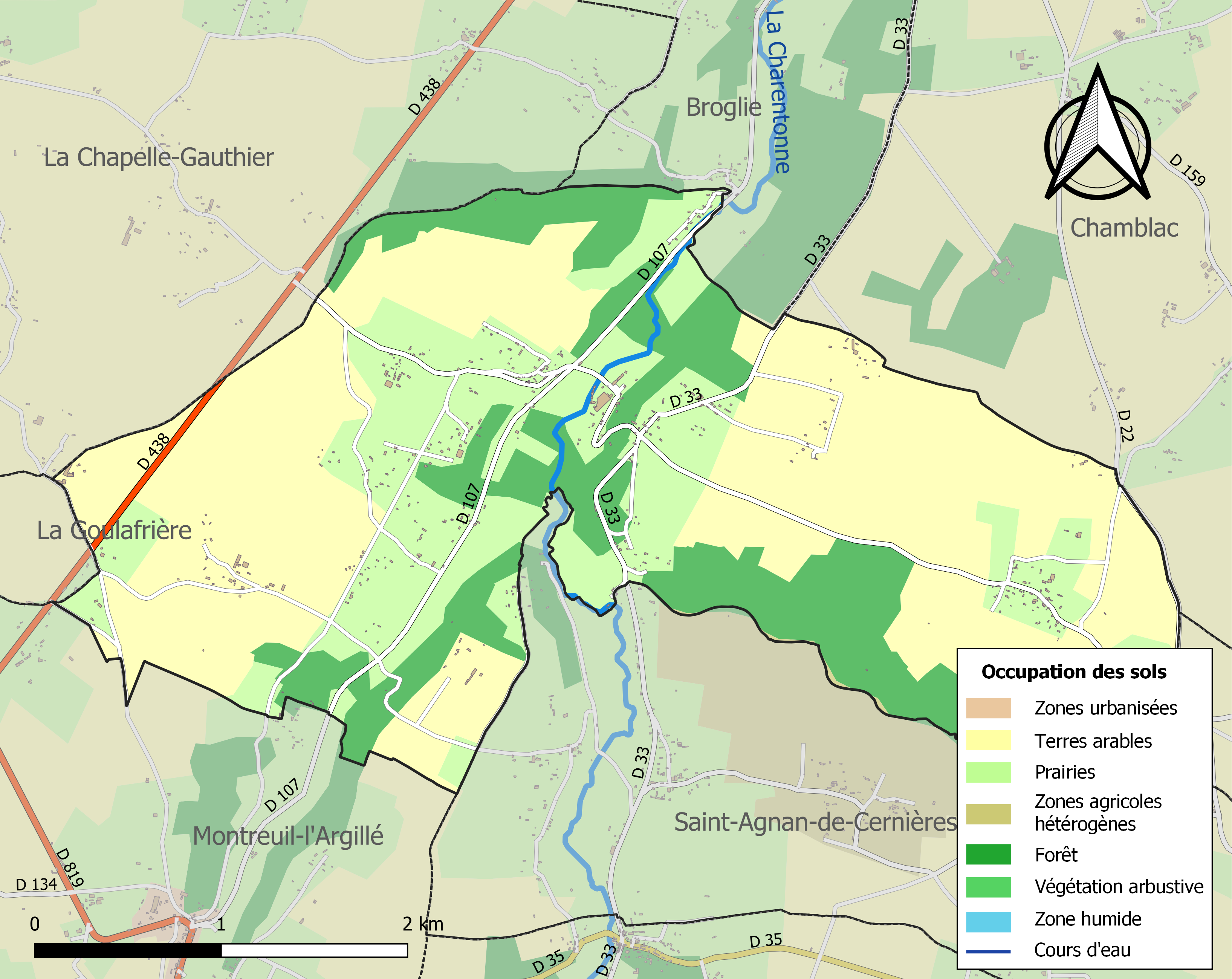
Carte des infrastructures et de l'occupation des sols de la commune en 2018 (CLC).

## Toponymie
Réville est une ancienne commune rattachée en 1842 à celle de la Trinité du Mesnil Josselin.
La Trinité est attestée sous les formes Sancta Trinitas de Mesnillo Jocelini (L. P.) et La Trinité-près-la-Roussière (invent. des titres du Bec).

La Trinité est un hagiotoponyme commun à une douzaine de communes en France.
Réville est attesté sous les formes Villa Remigii vers 1000 (dotalitium de la duchesse Judith), Roilvilla(Orderic Vital) en 1050 (Fauroux 122), Revilla en 1128 (cartulaire de Saint-Évroult, charte de Henri Ier, roi d’Angleterre), Reville-sur-Charentonne en 1828 (Louis Du Bois).

Il s'agit d'une formation toponymique médiévale qui parait homonyme de Réville (Manche, Regis villa 1226) au sens apparent de « domaine rural du roi », l'élément Ré- s'expliquant par l'ancien français et normand rei « roi » cf. rei, seconde moitié du Xe siècle (St Léger, éd. J. Linskill, 14), terme issu du latin regem, accusatif de rex, regis « souverain » et « chef, maître ». Cependant la forme la plus ancienne Roilvilla semble s'opposer à cette explication.
Son église est placée sous l'invocation de la Sainte Trinité.

## Histoire
Les deux communes de La Trinité-du-Mesnil-Josselin et de Réville, (Roilvilla en 1050), ont été réunies en 1842.

## Politique et administration

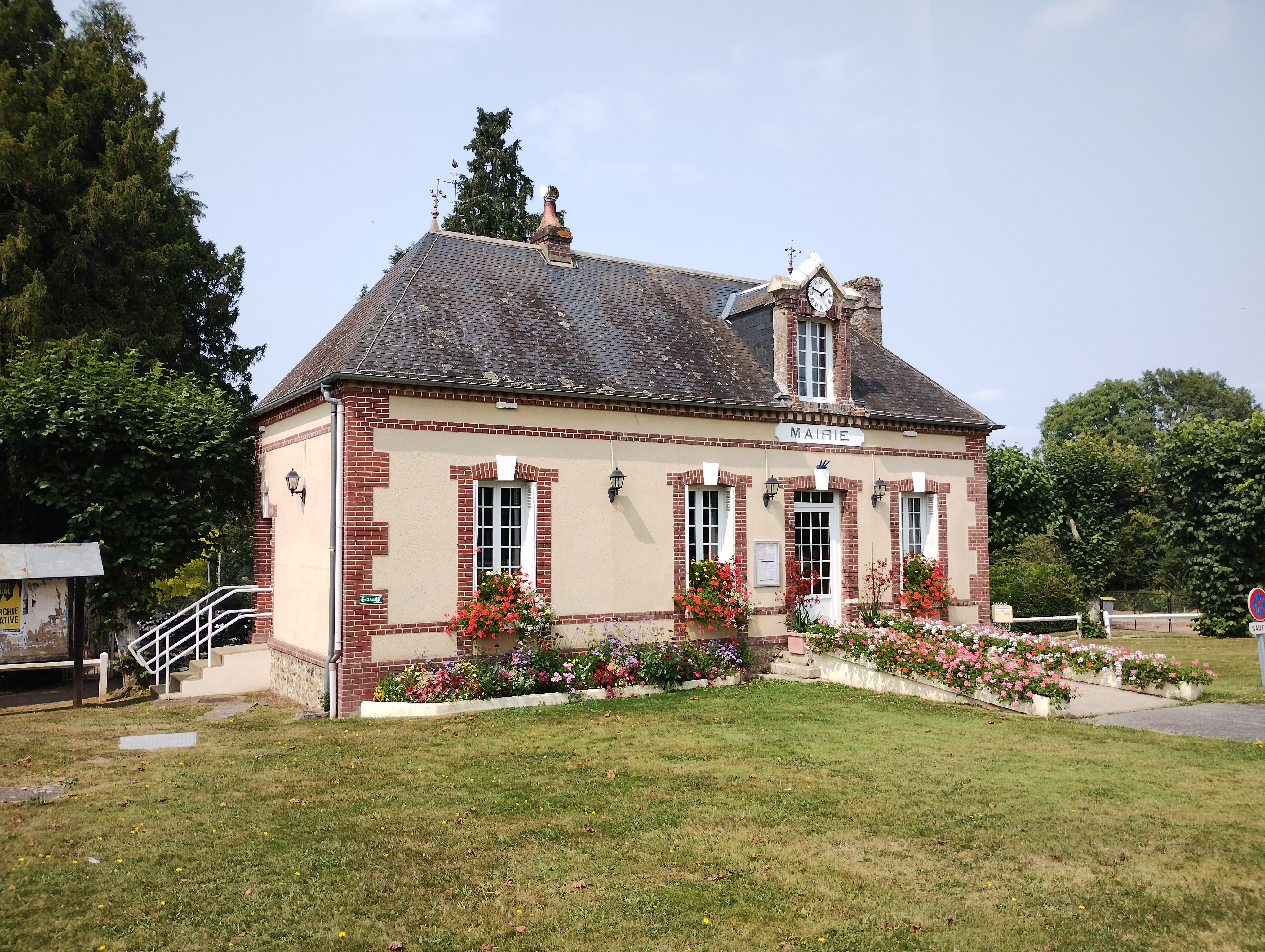
Mairie

| Période                                  | Période | Identité         | Étiquette | Qualité |
| ---------------------------------------- | ------- | ---------------- | --------- | ------- |
| mars 2001                                |         | Roger Delamare   |           |         |
| juin 2020                                |         | Patrick Delanoue |           |         |
| Les données manquantes sont à compléter. |         |                  |           |         |

## Démographie

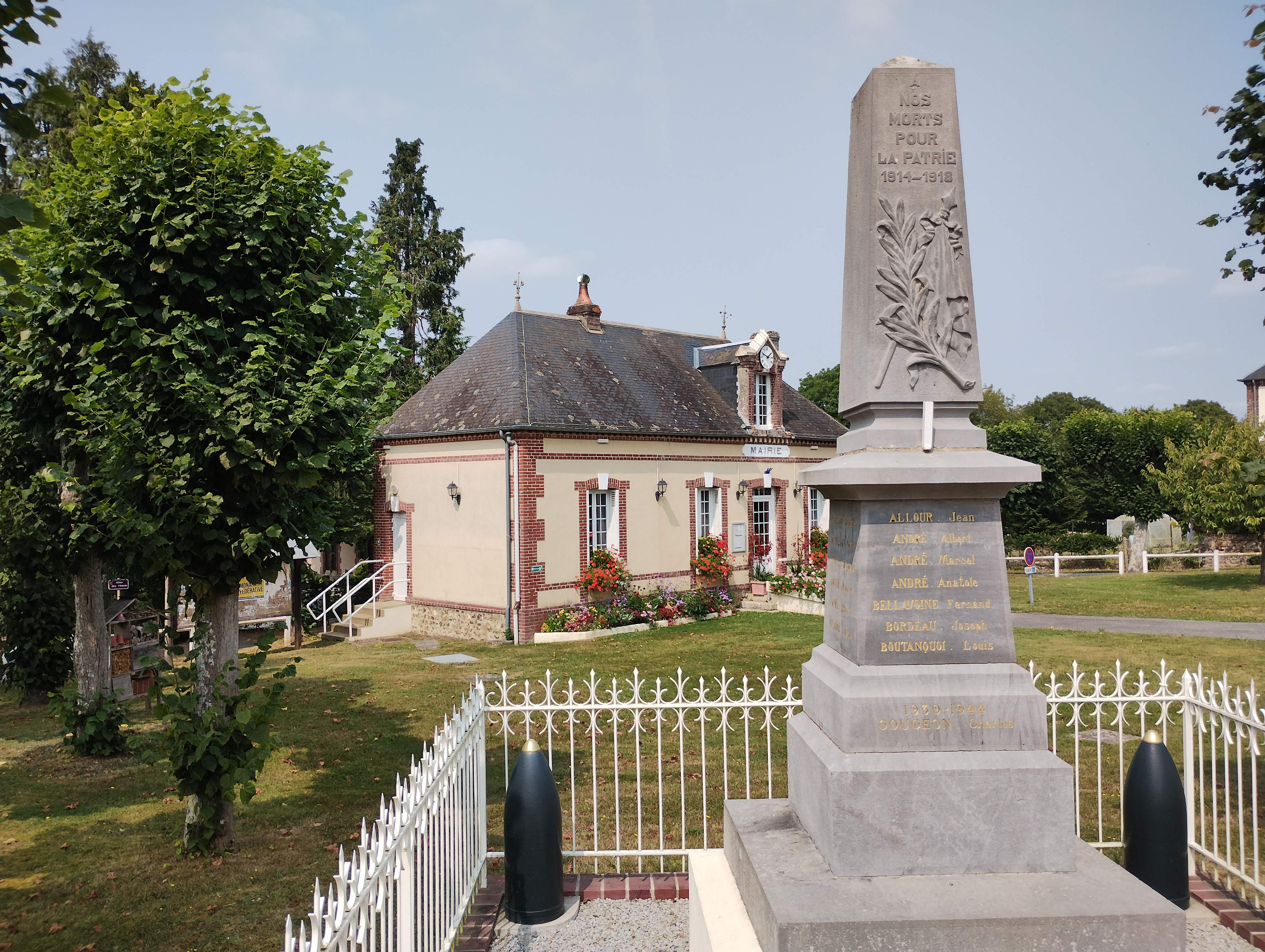
Mairie et monument aux morts

L'évolution du nombre d'habitants est connue à travers les recensements de la population effectués dans la commune depuis 1793. Pour les communes de moins de 10 000 habitants, une enquête de recensement portant sur toute la population est réalisée tous les cinq ans, les populations de référence des années intermédiaires étant quant à elles estimées par interpolation ou extrapolation. Pour la commune, le premier recensement exhaustif entrant dans le cadre du nouveau dispositif a été réalisé en 2008.

En 2022, la commune comptait 244 habitants, en évolution de +1,24 % par rapport à 2016 (Eure : −0,25 %, France hors Mayotte : +2,11 %).
| 1793 | 1800 | 1806 | 1821 | 1831 | 1836 | 1841 | 1846 | 1851 |
| ---- | ---- | ---- | ---- | ---- | ---- | ---- | ---- | ---- |
| 265  | 240  | 334  | 229  | 250  | 247  | 221  | 597  | 374  |

| 1856 | 1861 | 1866 | 1872 | 1876 | 1881 | 1886 | 1891 | 1896 |
| ---- | ---- | ---- | ---- | ---- | ---- | ---- | ---- | ---- |
| 363  | 442  | 371  | 343  | 342  | 324  | 319  | 326  | 327  |

| 1901 | 1906 | 1911 | 1921 | 1926 | 1931 | 1936 | 1946 | 1954 |
| ---- | ---- | ---- | ---- | ---- | ---- | ---- | ---- | ---- |
| 266  | 285  | 375  | 363  | 337  | 293  | 278  | 300  | 284  |

| 1962 | 1968 | 1975 | 1982 | 1990 | 1999 | 2006 | 2008 | 2013 |
| ---- | ---- | ---- | ---- | ---- | ---- | ---- | ---- | ---- |
| 275  | 256  | 229  | 233  | 190  | 188  | 235  | 249  | 248  |

| 2018 | 2022 | - | - | - | - | - | - | - |
| ---- | ---- | - | - | - | - | - | - | - |
| 238  | 244  | - | - | - | - | - | - | - |

## Culture locale et patrimoine

### Lieux et monuments
- Église de la Trinité

### Patrimoine naturel

#### SiteNatura 2000
- Risle, Guiel, Charentonne[31].

### Personnalités liées à la commune
L'acteur Jacques Villeret et sa femme Irina Tarassov y acquièrent une propriété l'été 1981. Ils y vécurent jusqu'à leur séparation en 1998.
Puis, Jacques Villeret quitta la commune en décembre 2004 pour rejoindre Croth où il venait d'acquérir une autre maison en bordure de rivière. Un mois plus tard, le 28 janvier 2005, il y meurt d'une hémorragie interne alors qu'il entrait dans sa 55e année.
Irina Tarassov-Villeret fait revivre dans son livre Un jour tout ira bien édité chez Flammarion, l'amour qu'ils portaient tous deux à cette région de l'Eure.